# 440794 Wytrzyszczak
440794 Wytrzyszczak è un asteroide della fascia principale. Scoperto nel 2006, presenta un'orbita caratterizzata da un semiasse maggiore pari a 2,7001440 au e da un'eccentricità di 0,3152386, inclinata di 7,42575° rispetto all'eclittica.
L'asteroide è dedicato all'astronoma polacca Iwona Wytrzyszczak.